# Partido Agrario-Laborista de Minnesota
El Partido Agrario-Laborista de Minnesota (FL) fue un partido político estadounidense de izquierda en Minnesota entre 1918 y 1944. Dominando en gran medida la política de Minnesota durante la Gran Depresión, fue uno de los partidos minoritarios más exitosos en la historia de los Estados Unidos y el afiliado más duradero del movimiento nacional Agrario-Laborista. En su apogeo en las décadas de 1920 y 1930, los miembros del partido incluían a tres gobernadores de Minnesota, cuatro senadores de los Estados Unidos, ocho representantes de los Estados Unidos y una mayoría en la legislatura de Minnesota.
En 1944, Hubert H. Humphrey y Elmer Benson trabajaron para unir el partido con el Partido Demócrata del estado, formando el contemporáneo Partido Demócrata-Agrario-Laborista de Minesota.

## Historia

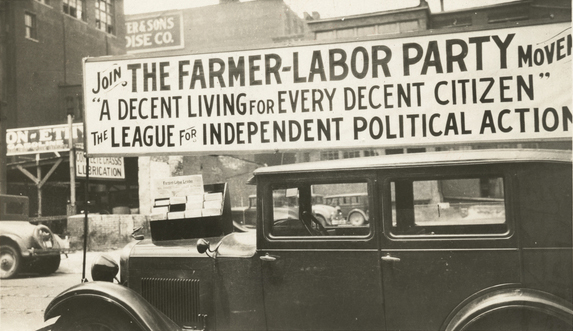
Pancarta política del Partido Agrario-Laborista de Minnesota encima de un automóvil, alrededor de 1925

El Partido Agrario-Laborista de Minnesota surgió de la Liga No Partidista de Dakota del Norte y del Partido Laborista de la Unión en Duluth, Minnesota, en una plataforma de protección de los agricultores y sindicatos, la propiedad gubernamental de ciertas industrias y las leyes de seguridad social. En 1936 se alió informalmente con la coalición New Deal y apoyó la reelección del presidente Franklin Roosevelt. Roosevelt estaba construyendo una coalición nacional y quería una base sólida en Minnesota, donde los demócratas eran un tercer partido débil. Roosevelt tenía un trato con el gobernador Olson por el cual el FLP obtendría patrocinio federal y, a su vez, el FLP trabajaría para bloquear una boleta de otros partidos contra Roosevelt en 1936.
Uno de los principales obstáculos del partido, además de la constante difamación en las páginas de los periódicos locales y estatales, fue la dificultad de unir la base divergente del partido y mantener la unión política entre los agricultores rurales y los trabajadores urbanos que a menudo tenían poco en común, salvo la populista percepción de que eran una clase oprimida de trabajadores explotados por una pequeña élite. Un poderoso elemento procomunista quería la fusión durante la Segunda Guerra Mundial para garantizar la solidaridad entre la URSS y los EE. UU., como socios contra los nazis.

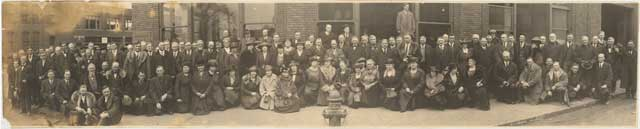
La Convención Agrario-Laborista de 1922, celebrada en Minneapolis

Los programas agrícolas del New Deal convirtieron a la Federación de la Oficina Agrícola Estadounidense en la principal organización de agricultores. Era hostil a la FLP, dejando a la FLP sin poder con respecto a la economía agrícola.
El Partido Demócrata de Minnesota, dirigido por Hubert Humphrey, pudo absorber el Partido Laborista-Agricultor el 15 de abril de 1944, creando el Partido Demócrata-Agrario-Laborista de Minesota. Humphrey y su equipo expulsaron al elemento comunista de la nueva organización.

## Resultados electorales

### Estatales

#### Gobernador y Vicegobernador
|  | 28.73 % |

|  | 43.13 % |

|  | 39.59 % |

|  | 43.84 % |

|  | 42.86 % |

|  | 38.09 % |

|  | 35.62 % |

|  | 22.72 % |

|  | 24.96 % |

|  | 59.34 % |

|  | 50.14 % |

|  | 50.57 % |

|  | 45.34 % |

|  | 44.61 % |

|  | 43.64 % |

|  | 60.74 % |

|  | 47.46 % |

|  | 34.18 % |

|  | 34.73 % |

|  | 36.54 % |

|  | 26.11 % |

|  | 37.76 % |

|  | 33.42 % |

### Federales

#### Elecciones al Congreso
|  | 8.34 % |

|  | 47.10 % |

|  | 5.58 % |

|  | 57.48 % |

|  | 45.50 % |

|  | 41.48 % |

|  | 35.03 % |

|  | 65.38 % |

|  | 25.84 % |

|  | 22.89 % |

|  | 35.75 % |

|  | 38.75 % |

|  | 49.87 % |

|  | 37.86 % |

|  | 62.24 % |

|  | 42.40 % |

|  | 31.63 % |

|  | 25.71 % |

|  | 24.74 % |

|  | 26.68 % |

|  | 28.21 % |

|  | 19.92 % |

#### Elecciones presidenciales
Todas las candidaturas respaldadas por el partido a presidente de los estados unidos desde 1924 hasta su última en 1940.
|  | 41.26 % |

|  | 59.91 % |

|  | 61.84 % |

|  | 51.49 % |